# 阮文宝
阮 文宝（げん ぶんほう、グエン・ヴァン・バオ、ベトナム語：Nguyễn Văn Bảo / 阮文寶、景興37年（1776年） - 景盛6年（1798年））は、西山朝大越の皇族。阮 光宝（グエン・クアン・バオ、ベトナム語：Nguyễn Quang Bảo / 阮光寶）、阮 宝（げん ほう、グエン・バオ、ベトナム語：Nguyễn Bảo / 阮寶）とも。

## 生涯
初代皇帝の泰徳帝阮岳の子。西山朝はもともと泰徳帝が建て、歸仁に本拠を置いていたが、その弟であり武勲の誉れ高かった阮恵は、ドンダーの戦いで清と手を結んだ後黎朝を倒すにあたって自ら皇帝を称し、年号も光中と改め、富春で自立した。これにより兄弟の不仲は決定的になり、泰徳15年（1792年）に阮恵が没するとその子の阮光纘がそのまま皇位を継いだ（景盛帝）。
泰徳16年（1793年）に父帝が崩御すると、阮文宝は皇位には就けずに景盛帝に歸仁の領地を没収され、食邑として符離県を与えられて公へ改封され、小朝（ベトナム語：Tiểu Triều / 小朝）と号した。これを不服とした阮文宝はその母とともに、敵である嘉定の阮福映と密かに通じたが明るみに出て、阮文誠率いる援軍が到着する前に、景盛帝が派兵した大総管黎文清の軍に殺された。死後、孝公（ベトナム語：Hiếu Công / 孝公）と諡された。